# بات سوليفان (سياسي)
بات سوليفان (بالإنجليزية: Pat Sullivan)‏ هو سياسي أمريكي، ولد في 20 يوليو 1962 في دولوث في الولايات المتحدة. حزبياً، نشط في الحزب الديمقراطي. وقد انتخب عضو مجلس نواب واشنطن.